# Верую, ибо абсурдно
Credo quia absurdum («Верую, ибо абсурдно») — латинское выражение, приписываемое Тертуллиану.
Также некоторыми применялось и применяется выражение «Я верю, потому что это противно разуму» (лат. Credo, quia absurdum est).

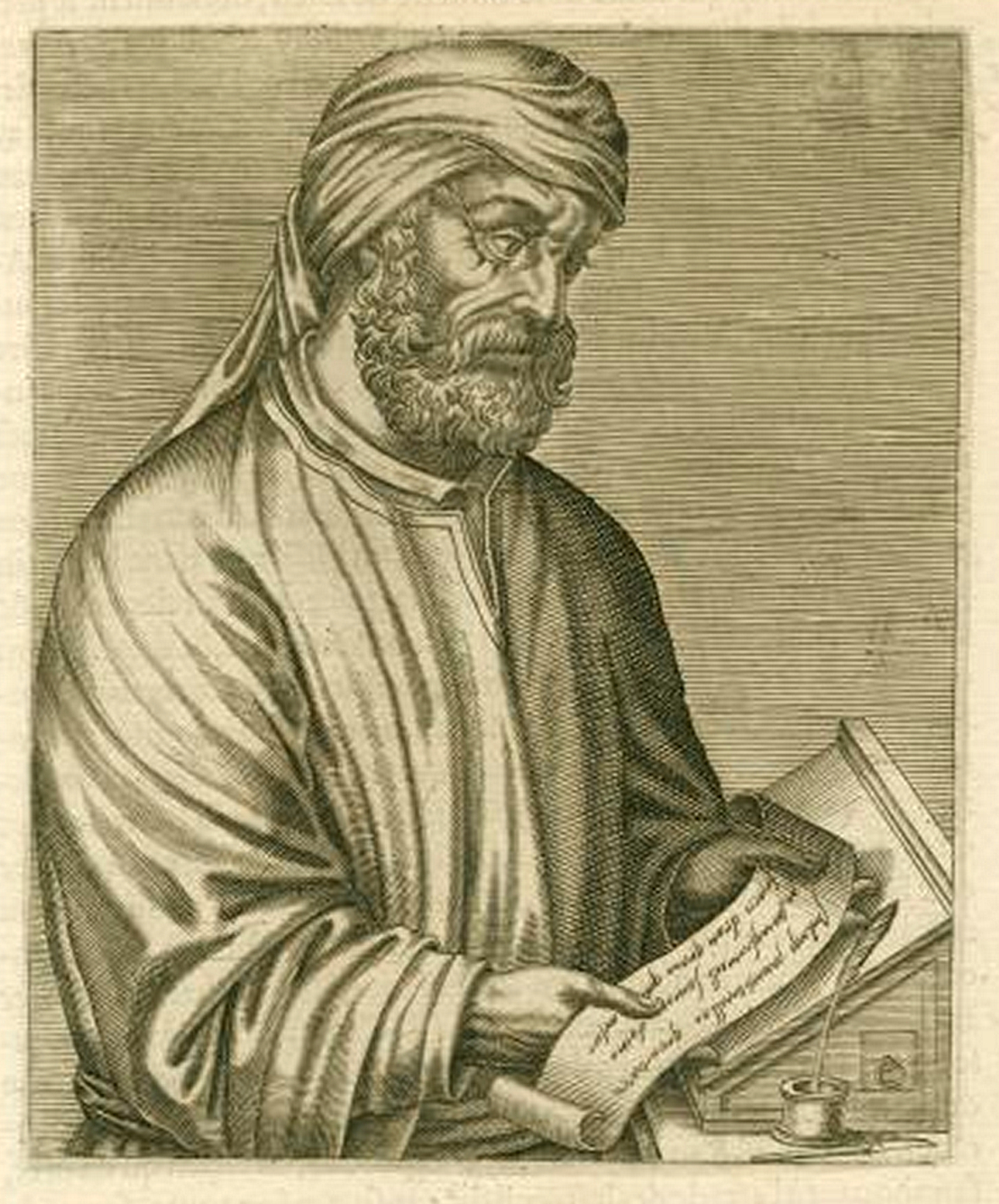
Тертуллиан на гравюре Нового времени

Источником фразы послужило сочинение De Carne Christi («О плоти Христа»), защищающее христианство от нападок докетистов. Однако дословно такой цитаты у Тертуллиана нет:

Natus est Dei Filius, non pudet, quia pudendum est;

et mortuus est Dei Filius, prorsus credibile est, quia ineptum est;

et sepultus resurrexit, certum est, quia impossibile.
(De Carne Christi V, 4)

в переводе:

Сын Божий рождён [распят] — это не стыдно, ибо достойно стыда;

и умер Сын Божий — это совершенно достоверно, ибо нелепо;

и, погребённый, воскрес — это несомненно, ибо невозможно.

В другом переводе:

Сын Божий пригвождён ко кресту; я не стыжусь этого, потому что этого должно стыдиться.

Сын Божий и умер; это вполне вероятно, потому что это безумно.

Он погребён и воскрес; это достоверно, потому что это невозможно.

И, наконец, третий вариант перевода трактует этот афоризм следующим образом:

Сын Божий распят; мы не стыдимся, хотя это постыдно.

И умер Сын Божий; это вполне достоверно, ибо ни с чем не сообразно.

И после погребения воскрес; это несомненно, ибо невозможно.